# 氷室省吾
氷室 省吾（ひむろ しょうご、11月2日 - ）は、日本の男性声優。アトリエピーチ所属。兵庫県出身。血液型はO型。主にアダルトゲームに出演する。趣味は釣り、ドライブ。

## 出演作品

### ゲーム

#### 1998年
- ファイティングレイヤー

#### 1999年
- 君の気持ち、僕のこころ（蒔田先生）
- Men at Work（クリフ）

#### 2001年
- VIPER-M5（六郎）
- 蜜柑（蜜柑屋）
- Missing Blue（田ノ中 勝）

#### 2002年
- Ethos〜天使の降る場所〜（馬鹿太郎）
- てんあく Angel and DEBIL（昇一）

#### 2003年
- うさみみデリバリーズ!!
- LOVERS〜恋に落ちたら…〜（組織のボス）

#### 2004年
- Noel（越智一哉）

#### 2005年
- ツキヨニサラバ（戦闘員）
- MAID iN HEAVEN SuperS
- 龍が如く

#### 2006年
- 彗星に願いを（源八郎、勝次）
- 雪影-setsuei-
- 天使憑きの少女（倉橋新一、蓮見孝太郎）
- Piaキャロットへようこそ!!G.O. 〜グランド・オープン〜（不良、カメラ弟子、司会者）
- ボンバーマン 爆風戦隊ボンバーメ〜ン（レッドボンバー、イカロス）
- レニゲード（ガルレイス）

#### 2007年
- THE 交渉人（山崎）
- Sweet Home〜Hなお姉さんは好きですか?〜
- ぴあきゃろG.O. TOYBOX 〜サマーフェア〜（不良、カメラ弟子、司会者）
- REZEL CROSS（ベム）

#### 2008年
- 暁の護衛
- ウィザーズクライマー（護、男E）
- ザクラリッター・ミズキ
- RASETU2〜羅刹〜（ロッドウィンド）

#### 2009年
- あきまほ!
- あの蒼い海より
- 裏技麻雀〜これって天和ってやつかい〜（弥彦）
- ステルラエクエス コーデックス 〜黄昏の姫騎士〜
- フェイクアズール・アーコロジー
- 魔法少女の大切なこと。
- 若妻徹底凌辱! 〜愛する夫の目の前で〜（田中 安夫）[1]

#### 2010年
- 風ヶ原学園スパイ部っ!
- Re:Seven 〜僕が君に出来るコト〜

#### 2011年
- アルテミスブルー（ジョン・ジャック・リドレー）
- 12+（エクター）
- Marguerite Sphere -マーガレット スフィア-（姪浜 三十郎）
- 雪鬼屋温泉記
- でりばらっ! -deliverance of strays-
- LOVELY×CATION

#### 2012年
- Angel Guard（GMSS隊員）
- 波間の国のファウスト（滝沢 庸介）
- 天使憑きの少女（速水 孝太郎、倉橋 新一）

#### 2014年
- イノセントガール
- PRETTY×CATION

#### 2015年
- いたずら狂悪（写田 真）
- PRETTY×CATION2
- 聖騎士Melty☆Lovers（オルニス＝ミッグ）
- 空色イノセント（徳川）
- その古城に勇者砲あり!

#### 2016年
- 働くオトナの恋愛事情
- 手垢塗れの天使
- 愚者ノ教鞭 今しか出来ないことがたくさんあるんだ!（木町 幸也）
- 略奪者の淫宴（イクス）
- 竜騎士 Bloody†Saga

#### 2017年
- 呪いの魔剣に闇憑き乙女
- 働くオタクの恋愛事情（小畑 芳生）
- 手垢塗れの堕天使
- まほ×ろば -Witches spiritual home-
- なちゅらるばけーしょん

#### 2018年
- 働くオトナの恋愛事情2
- 母性カノジョ -子宮 帰還編-（課長）
- はるとゆき、
- 甘園ぼ ～二人だけのヒミツの遊び～

#### 2019年
- BUKKAKE! ドシコリングMINUKIマックスアクメしてもいいですか? ドエロいポーズして貰って見抜きぶっかけしたらお互い興奮がドチャクソヤバイです
- 彼女は友達ですか? 恋人ですか? それともトメフレですか?
- スタディ§ステディ
- 仲良し姉妹ならキスも中出しもとーぜんだよねっ!

### ラジオ
- ボイスシアター
  - エンドレスセレナーデ（御影悠二役）
  - エンドレスセレナーデ紅の旋律（御影悠二役）
- webラジオ「せいやん・YURIAの美少女ゲームは嫌い♥」（コメントゲスト）

### CD
- ファイティングレイヤー サウンドトラック
- MissingBlue ドラマCD（男子生徒役）

### 舞台
- 劇団だっしゅ公演「白石邸〜誘引速度アップ〜」（池袋小劇場）
- 劇団だっしゅ公演「『hope希望』〜心に翼を…」（池袋シアターグリーン）